# Andrew Nembhard
Andrew William Nembhard (Aurora, Ontario, 16 de enero de 2000) es un jugador de baloncesto canadiense que pertenece a la plantilla de los Indiana Pacers de la NBA. Con 1,93 metros de estatura, juega en la posición de base.

## Trayectoria deportiva

### Universidad
Jugó dos temporadas con los Gators de la Universidad de Florida, en las que promedió 9,5 puntos, 5,5 rebotes y 1,1 asistencias por partido. En su primera temporada fue incluido en el mejor quinteto freshman de la Southeastern Conference.
El 23 de junio de 2020, Nembhard anunció que era transferido a Gonzaga. Eligió a los Bulldogs sobre las ofertas de Duke, USC, Memphis, Georgetown and Stanford. Allí jugó dos temporadas más, en las que promedió 10,5 puntos, 5,1 rebotes y 1,3 asistencias por partido. En la primera de ellas fue elegido mejor sexto hombre de la West Coast Conference e incluido en el segundo mejor quinteto de la conferencia, mientras que en la segunda lo fue en el mejor quinteto de la WCC.
El 21 de abril de 2022 se declaró elegible para el Draft de la NBA, renunciando a su elegibilidad universitaria restante.

#### Estadísticas
| Año     | Equipo  | PJ  | PT  | MPP  | %TC  | %3P  | %TL  | RPP | APP | ROB | TPP | PPP  |
| ------- | ------- | --- | --- | ---- | ---- | ---- | ---- | --- | --- | --- | --- | ---- |
| 2018–19 | Florida | 36  | 36  | 32.9 | .414 | .347 | .764 | 2.9 | 5.4 | 1.2 | .1  | 8.0  |
| 2019–20 | Florida | 31  | 31  | 33.2 | .441 | .308 | .775 | 3.0 | 5.6 | 1.1 | .1  | 11.2 |
| 2020–21 | Gonzaga | 32  | 16  | 29.9 | .480 | .323 | .754 | 2.4 | 4.4 | 1.1 | .1  | 9.2  |
| 2021–22 | Gonzaga | 32  | 32  | 32.2 | .452 | .383 | .873 | 3.4 | 5.8 | 1.6 | .1  | 11.8 |
| Total   | Total   | 131 | 115 | 32.1 | .446 | .343 | .790 | 2.9 | 5.3 | 1.2 | .1  | 10.0 |

### Profesional
Fue elegido en la trigésimo primera posición del Draft de la NBA de 2022 por los Indiana Pacers. Debutó en la NBA el 21 de octubre ante San Antonio Spurs anotando 14 puntos. El 28 de noviembre ante Los Angeles Lakers anota 12 puntos y consigue la canasta ganadora sobre la bocina. El 5 de diciembre anota 31 puntos y reparte 13 asistencias ante Golden State Warriors.
A finales de julio de 2024 acuerda una extensión de contrato con los Pacers por tres temporadas y $59 millones. Fue elegido Defensor del Mes de enero de la Conferencia Este.

### Selección nacional
Fue miembro de las selecciones júnior de Canadá, disputando torneos en categorías Sub-16, Sub-17 y Sub-18.
En 2019, debutó con la selección absoluta que participó en el Mundial de 2019 celebrado en Asia, y que finalizó en vigesimoprimera posición.
Entre julio y agosto de 2024 fue parte de la selección absoluta de Canadá, que disputó los Juegos Olímpicos de París, finalizando en quinta posición.

## Estadísticas de su carrera en la NBA
|  | Líder de la liga |

### Temporada regular
| Año     | Equipo  | PJ  | PT  | MPP  | %TC  | %3P  | %TL  | RPP | APP | ROB | TPP | PPP  |
| ------- | ------- | --- | --- | ---- | ---- | ---- | ---- | --- | --- | --- | --- | ---- |
| 2022-23 | Indiana | 75  | 63  | 27.6 | .441 | .350 | .790 | 2.7 | 4.5 | .9  | .2  | 9.5  |
| 2023-24 | Indiana | 68  | 47  | 25.0 | .498 | .357 | .804 | 2.1 | 4.1 | .9  | .1  | 9.2  |
| 2024-25 | Indiana | 65  | 65  | 28.9 | .458 | .291 | .794 | 3.3 | 5.0 | 1.2 | .2  | 10.0 |
| Total   | Total   | 208 | 175 | 27.2 | .464 | .335 | .795 | 2.7 | 4.6 | 1.0 | .1  | 9.6  |

### Playoffs
| Año   | Equipo  | PJ | PT | MPP  | %TC  | %3P  | %TL  | RPP | APP | ROB | TPP | PPP  |
| ----- | ------- | -- | -- | ---- | ---- | ---- | ---- | --- | --- | --- | --- | ---- |
| 2024  | Indiana | 17 | 17 | 32.6 | .560 | .483 | .769 | 3.3 | 5.5 | .4  | .2  | 14.9 |
| 2025  | Indiana | 23 | 23 | 33.4 | .471 | .465 | .804 | 3.2 | 4.7 | 1.5 | .2  | 12.5 |
| Total | Total   | 40 | 40 | 33.1 | .511 | .473 | .792 | 3.3 | 5.0 | 1.0 | .2  | 13.5 |